# Axel Hugo Theodor Theorell
Axel Hugo Theodor Theorell (Linköping (Suecia), 6 de julio de 1903 - Estocolmo, 15 de agosto de 1982) fue un científico sueco famoso por ganar el Premio Nobel de Fisiología o Medicina en el año 1955, por «por sus descubrimientos sobre la naturaleza y el modo de acción de las enzimas de oxidación».
Estudió en la Universidad de Estocolmo y posteriormente comienza a trabajar en el Instituto de Fisiología Celular de Berlín. Ejerció como profesor de Fisiología Médica de la Universidad de Upsala. Fue el primer colaborador de la Fundación Nobel premiado con este galardón, ya que fue miembro del Instituto Karolinska y director del Departamento de Bioquímica del Instituto Nobel.
Recibió el Premio Nobel de Fisiología o Medicina en 1955 por sus trabajos sobre los procesos bioquímicos de las enzimas, aportando un gran cuerpo de conocimiento sobre la naturaleza y acción de las enzimas de oxidación.